# End Of The Season
「End Of The Season」（エンド・オブ・ザ・シーズン）は、『アップアップガールズ（仮）』の楽曲。同グループ6枚目のシングルとして2012年9月23日に先行発売された後、2012年10月3日に一般発売されたが、これは前作「なめんな!アシガールズ/マーブルヒーロー」の一般発売日である9月26日から2週連続発売となる。

## 概要
ジャケットは、アップアップガールズ（仮）の夏の思い出のスナップ写真を集めたものとなっている。
表題曲「End Of The Season」は、RAM RIDERによるナンバー。RAM RIDERによるナンバーはアップアップガールズ（仮）にとって初である。曲は、RAM RIDERの持ち味である「感情豊かなシンセサウンド」となっていて、これまでのアップアップガールズ（仮）の曲と異なりテンポは抑え気味である。歌詞は、アップアップガールズ（仮）としては初めて男から見たものとなっており、「夏の思い出」「夏の終わり」を表現したものとなっているが、実はラブソングである。また、振り付けには、これまでアップアップガールズ（仮）がリリースしてきた曲の振り付けが含まれている。
カップリング曲「Beautiful Days!」もRAM RIDERによるナンバーであり、歌詞はこちらも「夏の思い出」を表現したものである。また、恋をしている友人に対する友情も表現している。

## 収録曲
全作詞・作曲・編曲：RAM RIDER、全編曲補：Koichiro
1. End Of The Season(4:26)
2. Beautiful Days!(4:59)
3. End Of The Season(Instrumental)
4. Beautiful Days!(Instrumental)

## 経緯
アップアップガールズ（仮）は、2012年8月27日、汐留AXにて、アップアップガールズ（仮）黒船公演 ザ・ファイナル〜アプガの夜明けは近いぜよ〜を開催した。同ライブでは4曲の新曲を初披露したが、その内の1曲として「End Of The Season」を披露した。9月2日にはアップアップガールズ（仮） 1st LIVE 代官山決戦（仮）を開催し、当シングルCDを10月3日にリリースすることを発表した。
9月21日に「End Of The Season」「Beautiful Days!」の配信が開始された。また、レコチョク限定の特典として、待受画像（仮）ヴァージョン全8種類が配布された。9月23日には、CDシングルの先行発売が開始された。
12月15日、アップアップガールズ（仮）は、ラフォーレミュージアム六本木にて、アップアップガールズ（仮） 2nd LIVE 六本木決戦（仮）を開催し、「Beautiful Days!」を初披露した。